# Göran Petersson (fotbollsspelare)
Göran Petersson, född 14 maj 1956, är en före detta svensk fotbollsspelare och mittfältare som spelade för Landskrona BoIS mellan 1973 och 1989.

## Karriär
Petersson spelade 581 matcher för klubben, en bedrift som endast har överträffats av Sonny Johansson. Han spelade i Sveriges högsta division Allsvenskan i 8 säsonger, där han gjorde 10 mål och bidrog till Landskrona BoIS' allsvenska bronsmedaljer 1975 och 1976. 1977 var han med i den trupp som spelade för Ipswich Town F.C. i den första omgången av UEFA-cupen. Han gjorde sig känd som en kortfattad och tystlåten spelare.